# Selle Italia

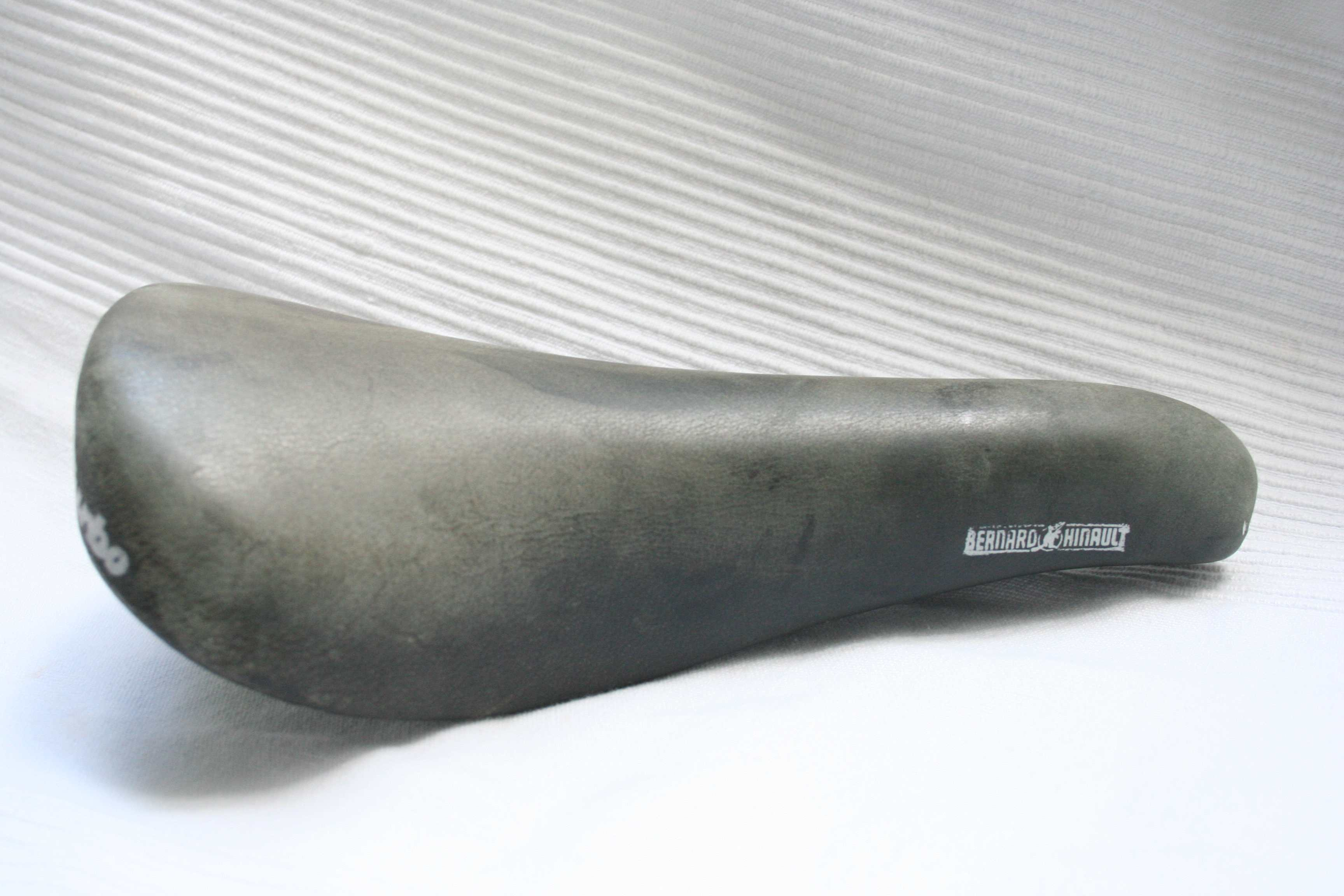
Selle Italia „Turbo“ Modell „Bernard Hinault“

Selle Italia ist ein italienischer Hersteller von Fahrradsätteln. Das Unternehmen stellt Sättel für alle Radtypen her.
Selle Italia wurde in dem kleinen Dorf Corsico in der Nähe von Mailand 1897 gegründet. Ursprünglich fertigte die Firma Sättel für Transporträder. Die Unternehmensfamilie Bigolin übernahm Selle Italia in den 1970er Jahren und investierte in neue Fertigungsmethoden und neue Materialien. Seitdem befindet sich der Firmensitz in Bassano del Grappa. 89 Prozent der Selle-Italia-Produkte werden exportiert.

## Bilder

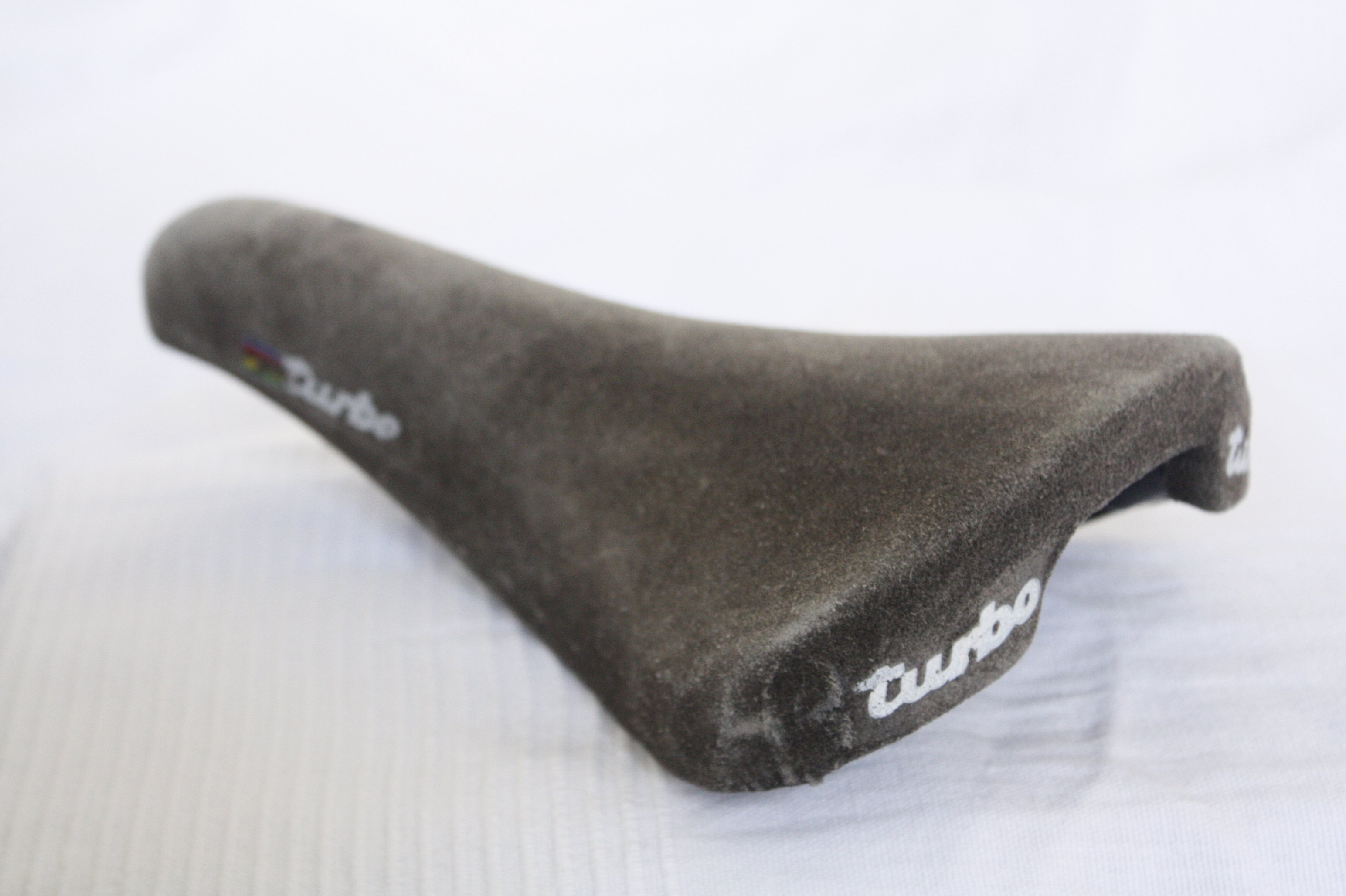
Selle Italia Turbo
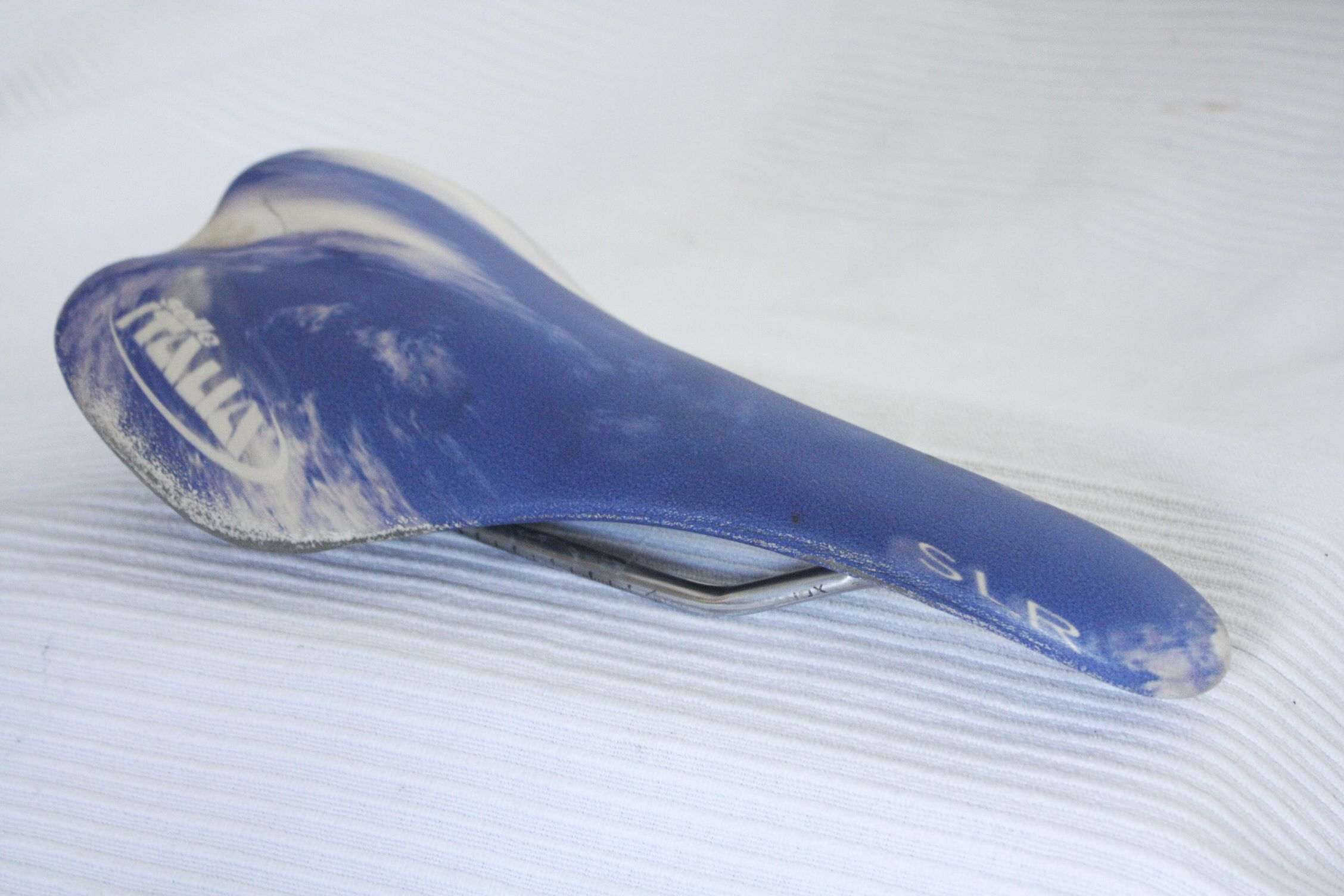
Moderner Selle Italia Sattel